# Classe Shōkaku
Vous lisez un « article de qualité » labellisé en 2017.
La classe Shōkaku (翔鶴型, Shōkaku-gata) est une classe de deux porte-avions construits pour la Marine impériale japonaise à la fin des années 1930. Terminés peu avant le début de la guerre du Pacifique en 1941, le Shōkaku et le Zuikaku sont « probablement les meilleurs porte-avions du monde » lors de leur construction. Construits dans le cadre du plan de réarmement japonais, non contraints par les restrictions du traité naval de Washington ayant expiré, ces deux porte-avions font l'objet de nombreux tests et bénéficient de l'expérience apportée par la construction de précédents porte-avions.
À l'exception de la bataille de Midway, ils participent aux opérations navales majeures de la guerre du Pacifique, parmi lesquelles l'attaque de Pearl Harbor, le raid sur Ceylan, la bataille de la mer de Corail et la campagne de Guadalcanal. Leurs groupes aériens coulent deux des quatre gros porte-avions perdus par l'United States Navy durant le conflit, ainsi qu'un porte-avions léger britannique. Le Shōkaku est finalement coulé par un sous-marin américain lors de la bataille de la mer des Philippines en juin 1944 et le Zuikaku est sacrifié comme leurre quatre mois plus tard durant la bataille du cap Engaño.

## Contexte

### Les traités navals de Washington et de Londres
À la fin de la Première Guerre mondiale, les pays vainqueurs disposent chacun d'une flotte respectable : la Royal Navy est la plus puissante, suivie par l'United States Navy et la Marine impériale japonaise. Plusieurs programmes d'armement sont alors en cours dans chacun de ces pays. Ainsi, en 1907, le Japon a lancé le concept de « flotte huit-huit » qui prévoit la construction de huit cuirassés et de huit croiseurs de bataille. Le pays est alors tiraillé entre sa situation économique précaire à la sortie de la guerre russo-japonaise et la nécessité de répondre à la montée en puissance des États-Unis dans le Pacifique. En 1916 puis 1917, ce sont ainsi 63 navires qui sont prévus, dont 4 cuirassés. En 1918, 2 cuirassés sont programmés en plus, ce qui aurait permis d'achever le plan huit-huit. En 1916 puis 1919, l'US Navy annonce la construction d'une immense flotte qui aurait largement surpassé celle du Japon. Le résultat de l'élection présidentielle américaine de 1920 va changer la donne : le retour à l'isolationnisme pousse les États-Unis à convoquer la conférence navale de Washington afin de freiner une éventuelle course aux armements qui serait ravageuse et très coûteuse. Cette conférence débouche sur le traité naval de Washington, qui est historique : il va empêcher la construction de cuirassés pendant les quatorze années suivantes et modifier la composition des marines majeures du globe.
Le traité n'affectant que les cuirassés et les croiseurs, dans les années qui suivent, une course aux croiseurs lourds est engagée. En effet, seuls leur tonnage et la taille de leurs canons sont limités, respectivement à 10 000 long tons (10 160 tonnes) et 8 pouces (203 millimètres). Le traité naval de Londres de 1930 va compléter ces limitations, mais il va provoquer le courroux des Japonais : le tonnage total de leurs croiseurs lourds est équivalent à 60 % du tonnage de croiseurs lourds des États-Unis et des Britanniques. Or, les experts japonais avaient calculé que 70 % étaient nécessaires pour repousser une éventuelle attaque américaine dans le Pacifique. Les termes du traité de 1922 expirant début 1937, une seconde conférence est convoquée à Londres fin 1935 ; les Japonais s'en retirent début 1936 et ne signent pas le second Traité naval de Londres, ce qui abolit toute limite à leur puissance navale dès l'année suivante.

### Le réarmement japonais
Dès 1930, plusieurs programmes de construction navale sont lancés, connus sous le nom de « Plans Cercles ». Le plan Cercle 3, lancé en 1937, prévoit la construction de deux cuirassés, la classe Yamato, et de deux porte-avions, la classe Shōkaku, ainsi que de 64 autres navires. Le traité naval de Washington ayant expiré en décembre 1936, ses restrictions sont caduques ; un budget important permet de plus à la Marine de chercher à construire des navires de meilleure qualité que ceux des autres nations. La doctrine aéronavale japonaise de l'époque prévoit que les porte-avions servent à lancer des avions capables de détruire les porte-avions américains, affaiblissant ainsi leur flotte dans le cadre d'une guerre d'usure. Perçus comme vulnérables, ces porte-avions doivent ainsi frapper les premiers pour avoir l'avantage : les Japonais mettent l'accent sur de grands groupes aériens composés d'avions plus légers que ceux de l'ennemi, leur donnant une plus grande portée.
L'organisation japonaise des porte-avions dans une flotte est bien différente de ce qu'elle peut être pour l'United States Navy : en avril 1941, toutes les flottes de porte-avions sont concentrées dans une seule formation, la 1re flotte aérienne. Le Kidō Butai (« Force mobile ») est ainsi composée de trois divisions de porte-avions : chaque couple de porte-avions d'une division fonctionne de concert, échangeant parfois d'escadrons ou de commandants durant les attaques.

## Conception
C'est ainsi que l'État-major de la Marine impériale japonaise, fort de l'expérience apportée par les nombreux porte-avions déjà conçus, imagine un navire pouvant égaler la capacité d'accueil de 96 avions de l'Akagi et du Kaga, la vitesse du Hiryū et l'armement défensif du Kaga. Ce navire doit aussi posséder un blindage et un rayon d'action supérieurs aux porte-avions existants. Les concepteurs du département technique de la Marine impériale japonaise décident de partir sur la base d'un Hiryū agrandi et amélioré, avec l'îlot à bâbord, vers le milieu du navire. Après que la construction a commencé, le Département technique de l'aéronavale commence à se poser des questions sur la pertinence d'avoir l'îlot à bâbord, pensant que cette position sur les Hiryū et Akagi a eu des répercussions négatives sur les flux d'air sur le pont d'envol. Un autre problème est identifié : la position centrale de cet îlot raccourcit la longueur de l'aire d’appontage, rendant problématique l'atterrissage d'avions de plus en plus rapides et plus lourds. Afin de confirmer ces soupçons, le département technique filme des centaines de décollages et d'appontages sur l'Akagi d'octobre à novembre 1938 ; il décide ensuite de déplacer l'îlot à tribord et plus en avant, à un tiers de la longueur du navire depuis la proue. La construction du Shōkaku était alors la plus avancée. Reconstruire la structure supportant son pont s'avérant trop coûteux, en temps et en argent, aucune modification n'est entreprise. Ce déséquilibre est par la suite compensé par un élargissement d'un mètre du pont d'envol à l'opposé de l'îlot ainsi qu'un rabotage de la partie correspondante à tribord de 50 centimètres ; 100 tonnes de ballast sont rajoutées à bâbord pour rééquilibrer le navire.

## Caractéristiques

### Généralités

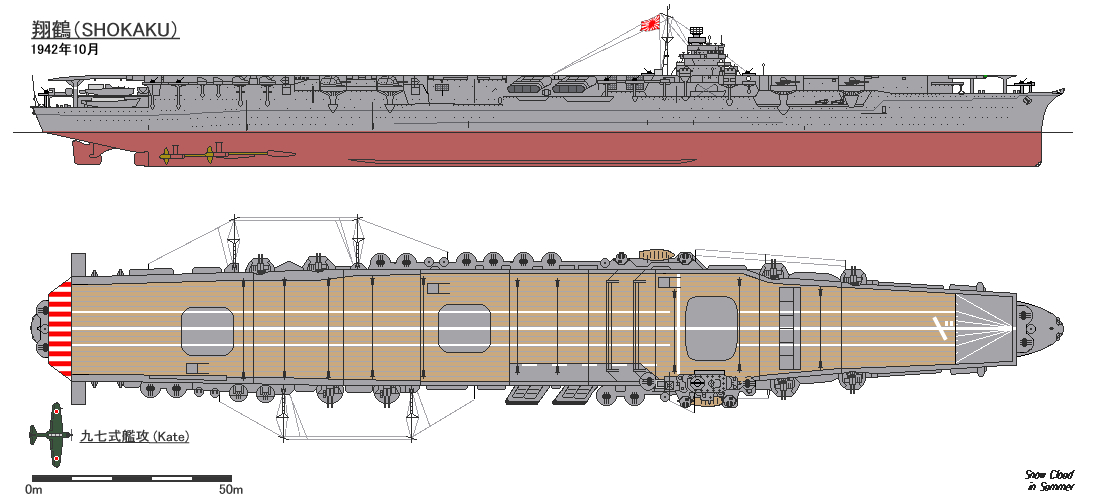
Vue du Shōkaku en 1942.

Les porte-avions de la classe Shōkaku ont une longueur hors-tout de 257,5 mètres, un maître-bau de 29 mètres, un tirant d'eau de 9,32 mètres à pleine charge, et un creux de 23 mètres ; ils déplacent 32 105 tonnes à pleine charge. Sur la base de recherches hydrodynamiques menées sur les cuirassés de la classe Yamato, les deux navires disposent d'un bulbe d'étrave et de deux gouvernails, positionnés dans l'axe du navire derrière les hélices. L'équipage stricto sensu d'un navire (sans le groupe aérien) est constitué de 1 660 hommes : 75 officiers, 56 officiers spécialisés, 71 officiers brevetés et 1 458 maîtres et hommes du rang.
Ce sont quatre hélices de 4,2 mètres de diamètre qui propulsent chacun des porte-avions, mues par quatre turbines à vapeur à engrenages Kampon alimentées par huit chaudières à tubes d'eau Kampon modèle B. Avec une pression de 30 kgf (soit 2,942 kPa), les chaudières fournissent assez de vapeur aux turbines pour générer un total de 162 219 chevaux (119 312 kilowatts) et une vitesse de 34,5 nœuds (63,9 kilomètres par heure). Il s'agit du système de propulsion le plus puissant de la Marine impériale japonaise, avec respectivement 10 139 ch (7 457 kW) et 8 111 ch (5 966 kW) de plus que les classes Yamato et Mogami. Durant les essais en mer, les deux porte-avions atteignent les 34,37 et 34,58 nœuds (64 km/h), développant 163 527 ch et 161 290 ch (118 629 kW). Ils emportent avec eux 5 000 tonnes de mazout, leur procurant une autonomie de 9 700 milles marins (17 964 km) à la vitesse de 18 nœuds (33 km/h). Les sorties des chaudières sont dirigées vers tribord, à mi-navire, et passent au travers de deux cheminées incurvées vers le bas, juste en dessous du niveau du pont d'envol. Trois turbo-alternateurs de 600 kW et deux générateurs au diesel de 350 kW fournissant du 225 volts équipent chacun des navires.

### Pont d'envol et hangars

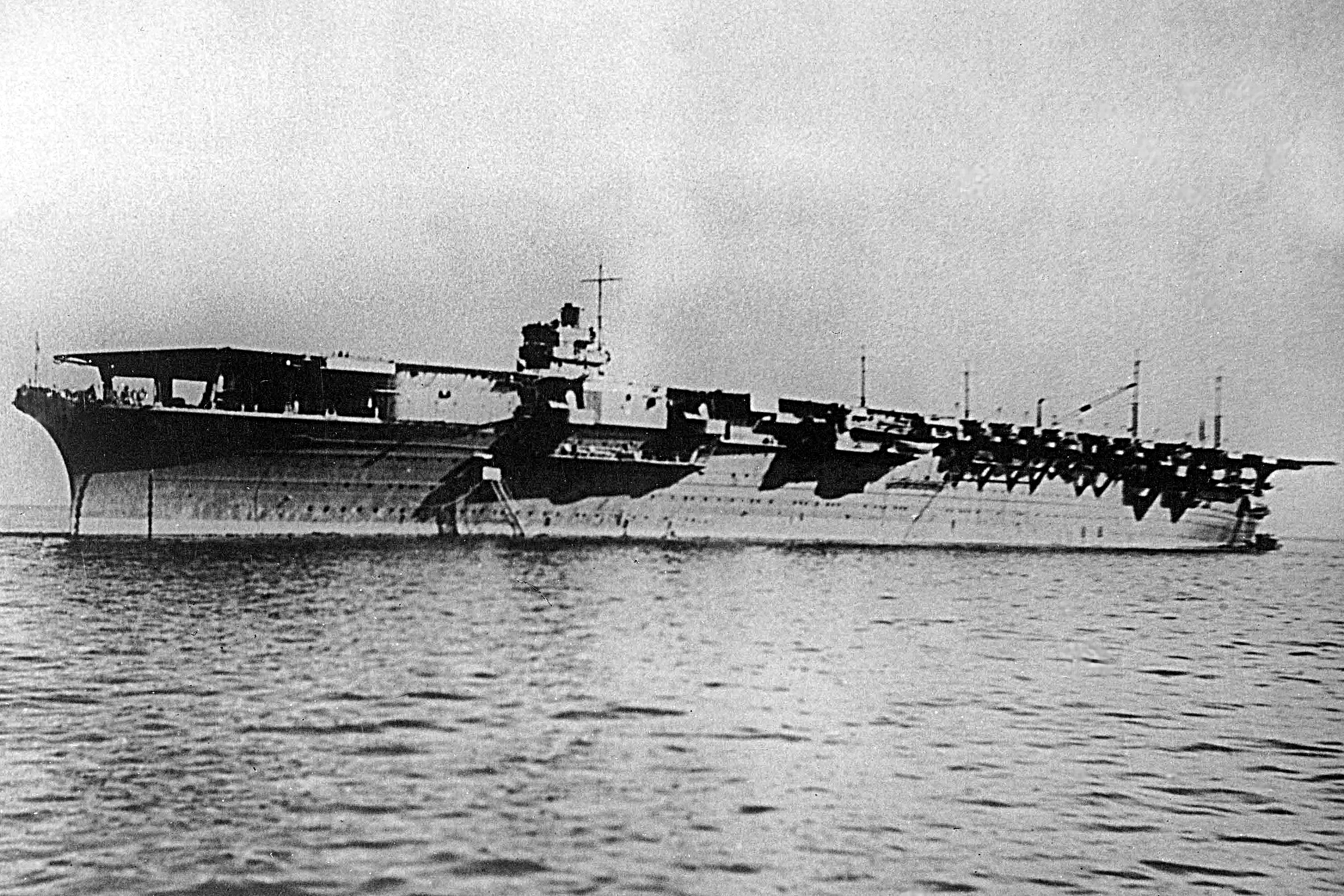
Le Zuikaku à l'ancre le jour de sa mise en service, le 25 septembre 1941.

Le pont d'envol des deux Shōkaku mesure 242,2 mètres de long et fait 29 mètres dans sa partie la plus large ; il dépasse la superstructure aux deux bouts, supporté par des piliers. Dix brins d'arrêt transversaux sont installés, pouvant arrêter un avion de 4 tonnes. Si jamais celui-ci manque l'un des brins, il peut être arrêté grâce à l'un des trois filets d'urgence installés. Bien que l'espace ait été alloué pour l'installation de deux catapultes, le développement de celles-ci n'est pas terminé avant que les deux navires de la classe ne soient coulés. Deux hangars superposés sont installés ; celui du haut est long de 200 mètres, d'une largeur variant entre 18,5 et 24 mètres et d'une hauteur de 4,85 mètres ; celui du bas est plus court de 20 mètres, sa largeur varie entre 17,5 et 20 mètres et il est moins haut de 15 centimètres, ce qui ne le rend accessible qu'aux chasseurs. Au total, ce sont 5 545 m2 qui sont alloués au stockage des avions. Chaque hangar peut être divisé en cinq ou six grâce à des rideaux métalliques et dispose de lance-mousse anti-incendie. Le hangar du bas est aussi équipé d'un système gazeux d'extinction des incendies à base de dioxyde de carbone. Chaque subdivision possède sa propre station de lutte contre le feu et son propre équipement.
Les avions sont déplacés entre les ponts grâce à trois ascenseurs ; il faut 15 secondes pour parcourir le trajet entre le hangar le plus bas et le pont d'envol. L'ascenseur le plus à l'avant est le plus spacieux, permettant aux avions qui viennent juste d'atterrir d'être descendus sans avoir à replier leurs ailes : il mesure 13 × 16 mètres, alors que les autres font 13 × 12 mètres. Chaque porte-avions dispose d'une grue côté tribord, à la hauteur de l'ascenseur arrière. Rétractable, elle s'intègre dans le pont d'envol.
À l'origine, les porte-avions de la classe devaient embarquer un groupe aérien de 96 avions, dont 24 en réserve : 12 chasseurs Mitsubishi A5M, 24 bombardiers en piqué Aichi D1A2 Type 96, 24 bombardier-torpilleurs Mitsubishi B5M Type 97 et 12 avions de reconnaissance Nakajima C3N Type 97. Durant le temps que dure la construction des navires, ces appareils sont soit dépassés technologiquement, soit abandonnés, et chaque groupe aérien est finalement composé de 18 chasseurs Mitsubishi A6M « Zéro », 27 bombardiers en piqué Aichi D3A « Val » et 27 bombardier-torpilleurs Nakajima B5N « Kate ». 2 « Zéros », 5 « Vals » et 5 « Kates » sont de plus emportés en réserve, portant le nombre total d'appareils à 84.

### Armement et capteurs

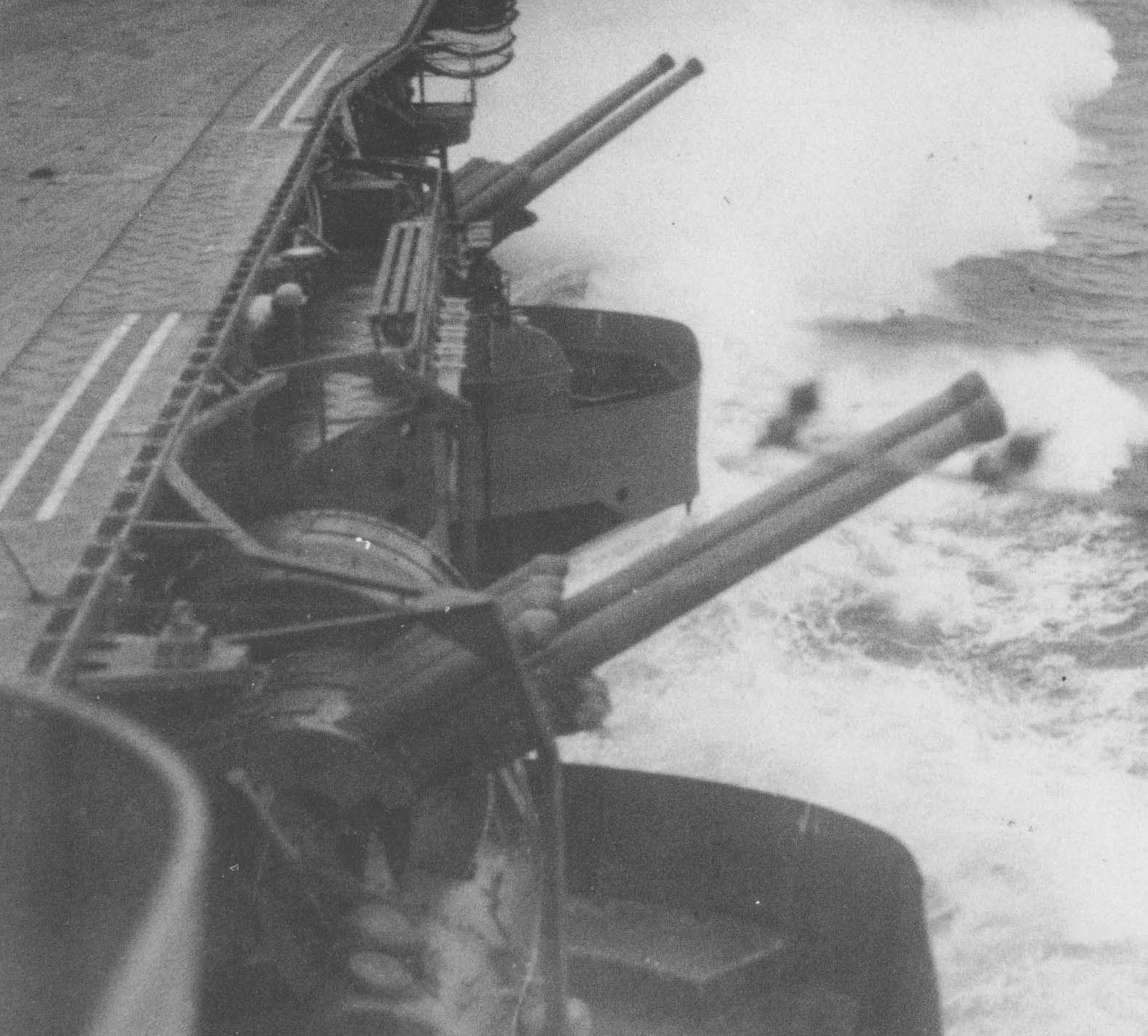
Canons de 12.7 cm Type 89 à bord du Zuikaku, en novembre 1941.

L'armement antiaérien (AA) principal d'un navire est constitué de huit affûts doubles équipés de canons de 12,7 cm/40 calibres Type 89 à double-emploi (antiaérien et antinavire) montés sur des excroissances le long du pont ; groupés par paires, ils sont situés de chaque côté de la coque. Ces canons ont une portée de 14 700 mètres et un plafond de 9 440 mètres à un angle d'élévation de 90°. Leur cadence maximale est de quatorze coups par minute, mais dans les faits elle tourne autour de huit coups par minute. Le porte-avions est équipé de quatre directeurs de tir Type 94, un par paire de canons de 12,7 cm, bien que celui disposé sur l'îlot puisse les contrôler tous.
L'AA secondaire consiste en une douzaine d'affûts triple sur lesquels sont montés des canons de 25 mm Type 96, production sous licence du canon de 25 mm Hotchkiss français ; six affûts triples sont disposés de chaque côté du pont d'envol. C'est le canon antiaérien léger standard japonais durant la Seconde Guerre mondiale, mais de nombreux défauts de conception le rendent assez inefficace : vibrations excessives, feu de bouche éblouissant, incapacité mécanique à suivre une cible à haute vitesse. Ces canons ont une portée efficace de 1 500 à 5 500 mètres et un plafond de 9 440 mètres à un angle d'élévation de 85°. La faible cadence d'environ 110 à 120 coups par minute s'explique par la nécessité de changer fréquemment le magasin de 15 cartouches. Chaque paire de Type 95 est contrôlée par un directeur de tir Type 95.
En juin 1942, l'armement antiaérien du Shōkaku et du Zuikaku est renforcé par six affûts triples de 25 mm supplémentaires ; deux à la poupe et deux à la proue (ils se voient adjoindre un directeur de tir Type 95), et deux à l'avant et à l'arrière de l'îlot. En octobre deux autres tourelles triples sont installées, l'une à l'avant et l'autre à l'arrière, et 10 affûts simples sont rajoutés avant la bataille de la mer des Philippines en juin 1944. Après celle-ci, le Zuikaku est équipé de 26 canons de 25 mm supplémentaires, portant leur total à 96 : 60 affûts triples et 36 simples. Ces canons sont complétés par huit lance-roquettes antiaériennes de 28 munitions chacun,. Chaque roquette de 12 centimètres pèse 22,5 kilogrammes, dispose d'une vitesse maximale de 200 mètres par seconde (720 km/h) et d'une portée verticale de 3 300 pieds (1 006 m) ; ce système destiné à contrer les bombardiers en piqué se révèlera totalement inefficace.

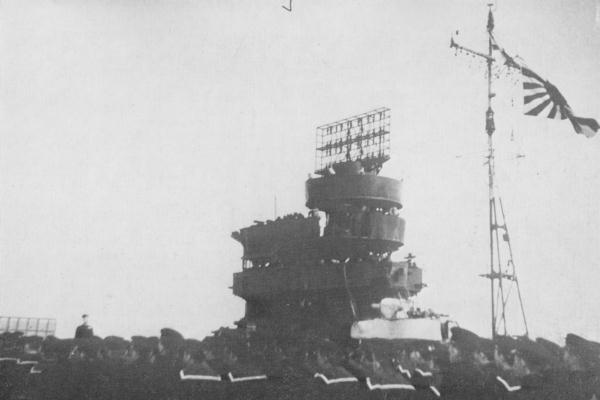
L'îlot du Zuikaku avec son radar Type 21, vers 1942–43.

Le Shōkaku est le premier porte-avions de la Marine impériale japonaise à être équipé d'un radar, un Type 21 à longue portée, monté sur le toit de l'îlot aux alentours de septembre 1942 ; le Zuikaku en est équipé peu après. Les deux navires en reçoivent un second après octobre, installé dans un dispositif rétractable, adjacent au pont d'envol. Avant juin 1944, un radar de recherche aérienne Type 13 est monté sur le mât tripode à l'arrière de l'îlot. Les deux porte-avions sont aussi équipés d'un hydrophone Type 91 dans la proue ; il n'est néanmoins utilisable que lorsque le navire est à l'ancre ou lorsqu'il avance lentement,.

### Blindage et protections
Les porte-avions de la classe Shōkaku possèdent une ceinture blindée de 46 mm constituée d'un blindage en acier non cémenté contenant du cuivre (blindage CNC) qui protège le navire sur quasiment toute sa longueur. Cette ceinture est haute de 4,1 mètres, dont 2 m en dessous de la ligne de flottaison. La virure la plus basse du blindage est doublée de 50 mm d'acier au carbone Ducol. Les soutes à munitions sont protégées sur les côtés par 165 mm de blindage Vickers non cémenté (NVNC), incliné à 25° ; le dessus dispose de 132 mm de blindage. Le pont d'envol et celui des hangars ne sont pas blindés et les machines sont elles protégées par 65 mm de blindage CNC, alors que le haut des réservoirs à carburant aviation est protégé par du NVNC épais de 105 mm : ces blindages sont recouverts de 25 mm d'acier Ducol.
Les Shōkaku sont les premiers porte-avions japonais à posséder une réelle ceinture blindée anti-torpilles. Basée sur des expériences menées sur des modèles depuis 1935, elle consiste en un « sandwich » de compartiments remplis de liquide situés entre la coque et une cloison anti-torpilles. Les expériences ont en effet montré qu'un compartiment étroit rempli de liquide est nécessaire pour distribuer les forces de la détonation d'une torpille ou d'une mine marine le long de la cloison anti-torpilles en la répartissant sur celle-ci, et pour arrêter les éclats de la détonation. Deux compartiments sont montés à l'extérieur de ce système pour dissiper la force générée par les gaz de l'explosion, et incluent le compartiment étanche de la double coque. Les deux compartiments situés le plus à l'intérieur du navire sont destinés à être remplis de mazout, celui-ci étant remplacé par de l'eau au fur et à mesure de sa consommation par le navire. La cloison anti-torpilles consiste en une plaque de Ducol épaisse de 18 à 30 mm rivetée à une plaque de 12 mm. La Marine japonaise s'attend à ce que cette cloison soit endommagée lors d'une attaque, et dispose une cloison étanche vers l'intérieur du navire pour empêcher d'éventuelles fuites d'atteindre les organes vitaux du navire.

## Navires de la classe
| Nom            | Quille           | Lancement        | Armement          | Chantier naval                                          | Fin de carrière                                            | Photo                                                        |
| -------------- | ---------------- | ---------------- | ----------------- | ------------------------------------------------------- | ---------------------------------------------------------- | ------------------------------------------------------------ |
| Shōkaku (翔鶴) | 12 décembre 1937 | 1er juin 1939    | 8 août 1941       | Arsenal naval de Yokosuka, Yokosuka Empire du Japon     | Torpillé le 19 juin 1944 par l'USS Cavalla.                | Photo noir et blanc d'un navire de guerre en mer, de profil. |
| Zuikaku (瑞鶴) | 25 mai 1938      | 27 novembre 1939 | 25 septembre 1941 | Kawasaki Shipbuilding Corporation, Kobe Empire du Japon | Coulé le 25 octobre 1944 durant la bataille du cap Engaño. | Photo noir et blanc d'un navire de guerre en mer, de profil. |

## Histoire des navires
| \| Zuikaku · (octobre 1944) Shōkaku · (juin 1944) Pearl Harbor · (décembre 1941) mer de Corail · (mai 1942) Guadalcanal · (août 1942-février 1943) Yokosuka \| Lieux marquants de l'histoire des deux porte-avions. |
| Zuikaku · (octobre 1944) Shōkaku · (juin 1944) Pearl Harbor · (décembre 1941) mer de Corail · (mai 1942) Guadalcanal · (août 1942-février 1943) Yokosuka                                                            |

### Le début de la guerre

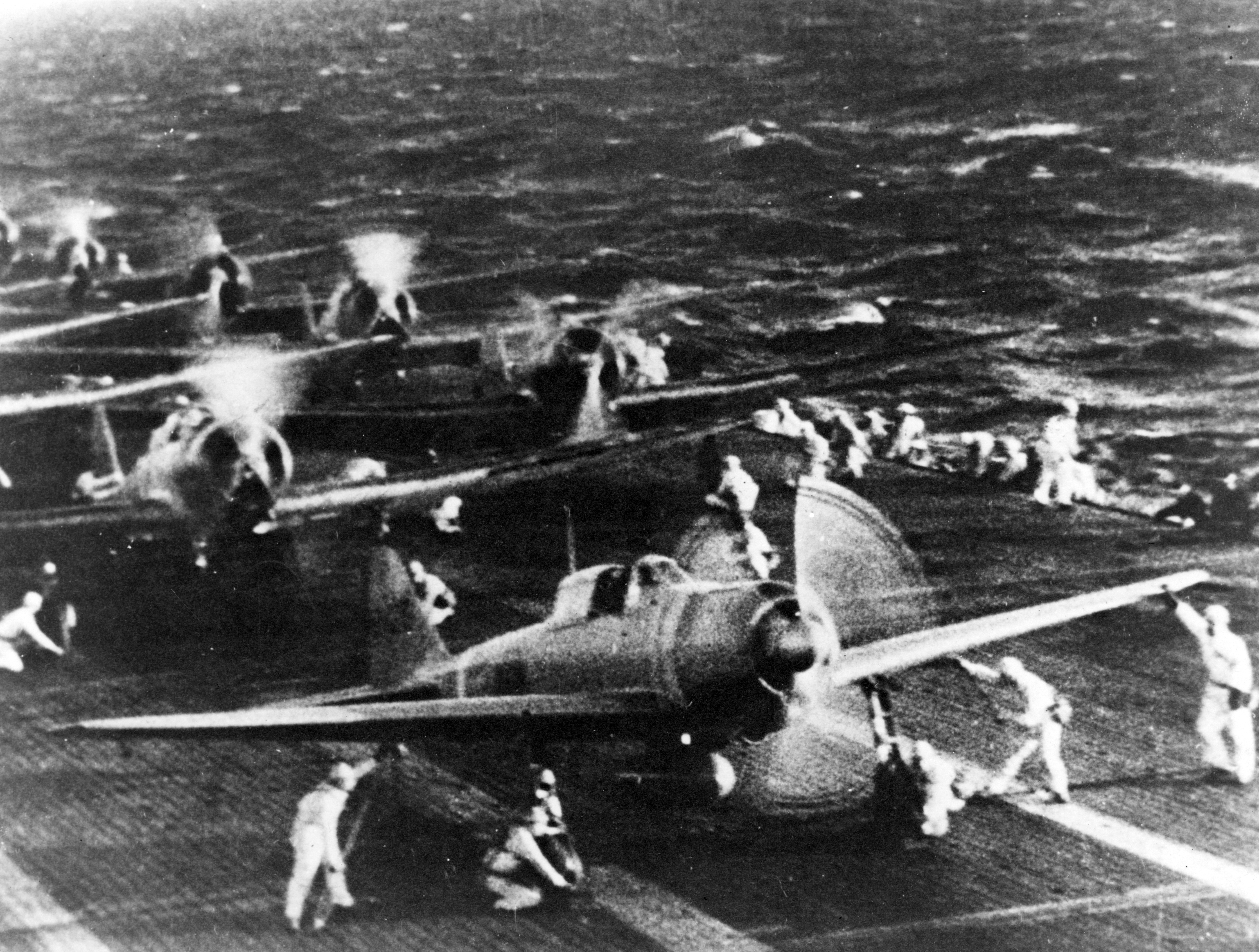
Avions du Shōkaku se préparant pour l'attaque de Pearl Harbor : un chasseur « Zéro » devant plusieurs bombardiers en piqué « Val ».

Peu après leur achèvement en 1941, le Shōkaku et le Zuikaku rejoignent la 5e division de porte-avions aux ordres du contre-amiral Chūichi Hara ; nouvellement formée, la 5e division fait partie du Kidō Butai, la formation aéronavale de la 1re flotte. C'est alors que commencent l'entraînement et les manœuvres en vue de l'attaque de Pearl Harbor. Entre le 17 et le 19 novembre, les deux porte-avions quittent leur zone d'entraînement en compagnie des porte-avions Sōryū et Hiryū. À cause de leur manque d'expérience, leurs groupes aériens se voient assigner des missions plus simples, tels les bombardements des aérodromes de l'île, plutôt que l'attaque des navires, confiée aux vétérans des autres porte-avions. Chaque navire se voit affecter 18 Zéro, 27 bombardiers en piqué D3A Val et 27 bombardier-torpilleurs B5N Kate. Ce sont 12 Zéro et 54 D3A Val qui participent à la première vague de l'attaque du 8 décembre 1941 (heure du Japon) ; ceux-ci bombardent Wheeler Army Airfield, Hickam Field et la base aéronavale de l'île de Ford, pendant que les chasseurs mitraillent la base des Marines de Kaneohe Bay. Seuls les 54 Kate participent à la seconde vague, attaquant une nouvelle fois Ford Island, Hickam Field et Kaneohe Bay. Les avions de la 5e division de porte-avions conduisent la majorité des attaques contre des aérodromes, aidés par des chasseurs des quatre autres divisions. Un seul des bombardiers en piqué du Shōkaku manque à l'appel après les attaques, alors que 314 avions américains sont endommagés ou détruits. Alan Zimm (ancien officier de marine américain spécialiste de l'analyse opérationnelle) conclut que les jeunes aviateurs ont fourni « une performance de premier ordre, dépassant toutes les attentes et surpassant les bombardiers en piqué de porte-avions plus expérimentés ».
En janvier 1942, en compagnie de l'Akagi et du Kaga de la 1re division de porte-avions, les sister-ships soutiennent l'invasion de Rabaul dans l'archipel Bismarck, alors que les Japonais essaient de sécuriser leur ligne défensive sud contre les attaques australiennes. Les avions des quatre porte-avions attaquent la base australienne de Rabaul le 20 janvier ; la 1re division de porte-avions continue à attaquer la ville pendant que la 5e progresse vers l'ouest pour attaquer Lae et Salamaua en Nouvelle-Guinée. Ils soutiennent les débarquements à Rabaul et Kavieng le 23 janvier avant de retourner vers Chuuk à la fin du mois. Après le raid sur les îles Gilbert et Marshall le 1er février, la 5e division de porte-avions reste dans les eaux japonaises jusqu'à mi-mars afin de prévenir tout raid américain sur l'archipel japonais.

### Le raid sur Ceylan
Les deux navires rejoignent ensuite le Kidō Butai à Teluk Staring, au large de Célèbes, en prévision d'un raid sur Ceylan. Les groupes aériens ont alors été réorganisés et consistent chacun en 21 Zéros, 21 D3A et 21 B5N. Les Japonais tentent alors de détruire l'Eastern Fleet afin de réduire à néant, dans la région, la puissance aérienne britannique qui menace le flanc de leur conquête de la Birmanie. Les avions du Shōkaku et du Zuikaku participent au raid du 5 avril sur Colombo ; bien que le trafic civil ait été évacué du port de Colombo, les Japonais coulent un croiseur auxiliaire et un destroyer, et endommagent sérieusement les structures portuaires. Le Kidō Butai retourne à Ceylan quatre jours plus tard et attaque Trinquemalay ; les avions des deux sister-ships coulent un cargo et endommagent le monitor HMS Erebus. Pendant ce temps, les Japonais repèrent le porte-avions léger HMS Hermes, escorté par le destroyer HMAS Vampire ; chaque D3A disponible est lancé à l'attaque des navires. Les avions du Shōkaku et du Zuikaku sont les premiers sur les lieux, et les deux navires sont coulés.

### La bataille de la mer de Corail

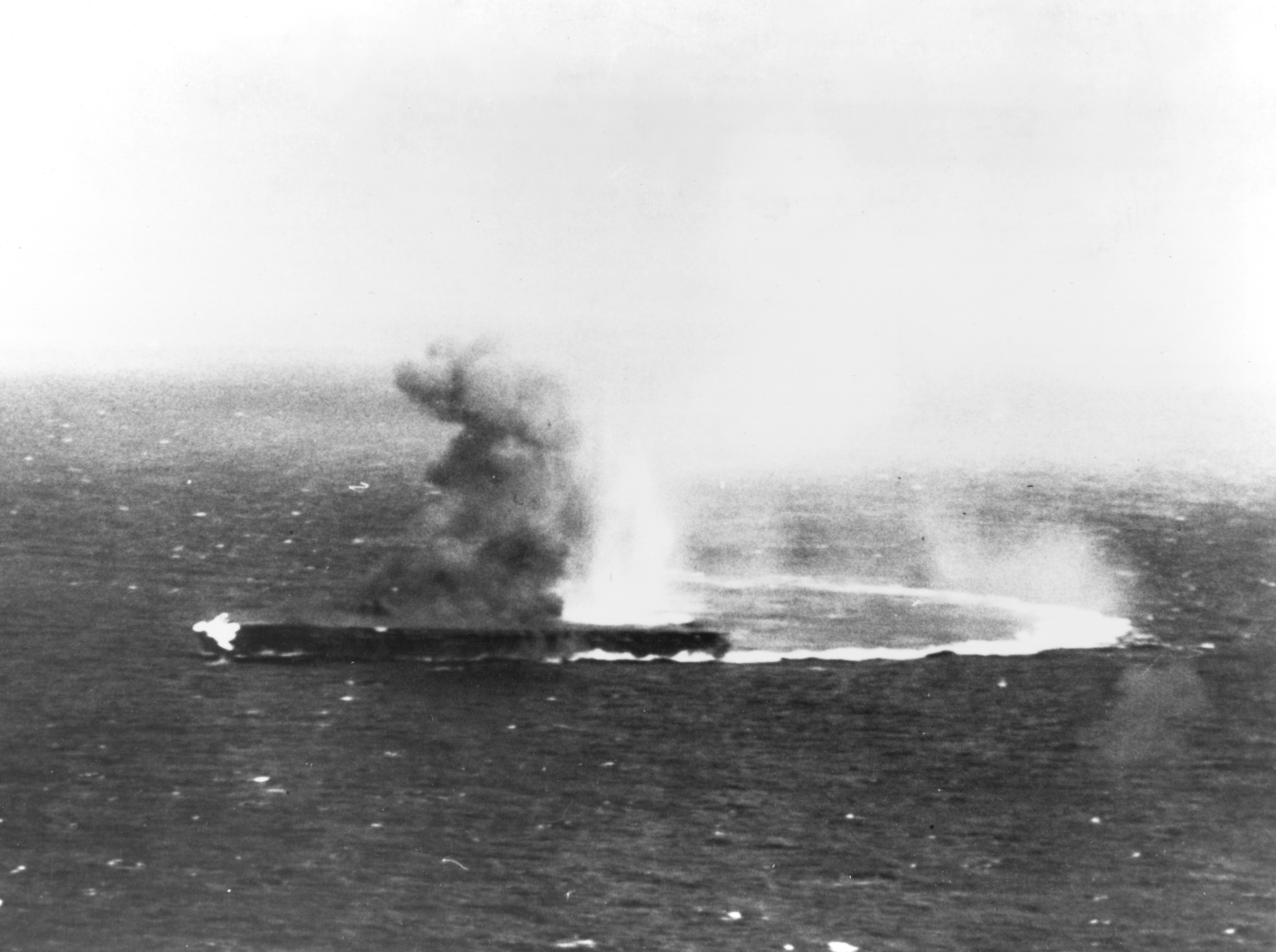
Le Shōkaku le matin du 8 mai, attaqué par les Américains ; le premier coup au but a déclenché un feu à la proue et une colonne de fumée est visible, causée par le second coup au but.

Sur le chemin du retour vers le Japon, la 5e division de porte-avions est détournée vers Truk afin de soutenir l'opération Mo, l'assaut lancé sur Port Moresby, en Nouvelle-Guinée. Alors qu'elle se prépare pour sa mission, les Américains interceptent et décryptent les messages codés de la Marine japonaise parlant de l'opération en cours ; ils envoient les porte-avions Yorktown et Lexington afin d'arrêter l'invasion. Le 3 mai, l'opération Mo débute par l'occupation de Tulagi, dans les îles Salomon. Les avions américains basés à terre ayant repéré le porte-avions léger Shōhō escortant la flotte de débarquement principale le 6 mai, les porte-avions de l'US Navy se dirigent vers l'ouest pour se mettre en position d'attaquer le matin suivant.
Le Shōhō est rapidement repéré ce matin-là et coulé. De leur côté, les Japonais repèrent le pétrolier Neosho et son destroyer d'escorte l'USS Sims, qui sont à tort identifiés comme étant un porte-avions et un croiseur léger. Les avions du Shōkaku et du Zuikaku attaquent les deux navires, coulant le destroyer et endommageant le Neosho suffisamment pour qu'il soit sabordé quelques jours plus tard ; un unique bombardier en piqué est perdu durant l'attaque. Plus tard dans l'après-midi, les Japonais lancent un petit raid aérien sans escorte, basé sur des repérages erronés. Les porte-avions américains sont alors situés plus près que ce que pensent les Japonais et dans l'axe de la cible repérée plus tôt. Alertées par radar, certaines patrouilles de combat sont envoyées afin d'intercepter les avions ennemis, les autres étant retenues près des porte-avions à cause du mauvais temps et de la tombée de la nuit. Les chasseurs américains fondent sur les avions japonais, les forçant à mettre un terme à leur raid ; des pilotes japonais, dans la confusion et leurrés par l'obscurité, prennent les porte-avions américains pour les leurs avant d'être forcés de s'éloigner.
Le matin du 8 mai, les deux camps découvrent leur position respective au même moment, et lancent leur aviation vers 9 h. Les bombardiers en piqué américains mettent le pont d'envol du Shōkaku hors d'usage en trois coups au but, mais le porte-avions réussit à éviter toutes les torpilles. Caché par une bourrasque de pluie, le Zuikaku échappe à toute détection et n'est pas attaqué. De leur côté, les avions japonais endommagent gravement le Lexington grâce à deux torpilles et deux bombes au but, et touchent le Yorktown avec une bombe. Les impacts de torpille sur le Lexington fissurent l'un de ses réservoirs à carburant aviation, et les vapeurs provoquent une série d'explosions qui conduisent à son sabordage.

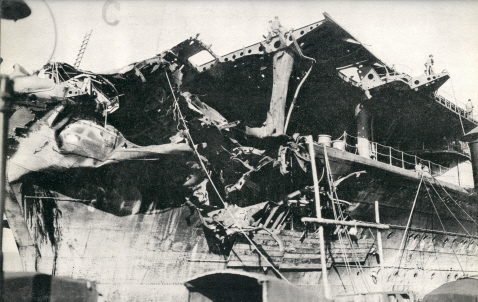
La proue endommagée du Shōkaku.

Les groupes aériens des deux sister-ships sont décimés dans la bataille, les forçant à retourner au Japon pour se réapprovisionner, réparer et entraîner le nouvel équipage des avions ; aucun des deux ne participe ainsi à la bataille de Midway en juin, qui voit le Japon perdre les quatre porte-avions engagés au combat. Lors du trajet, le Shōkaku est pris dans une puissante tempête, manquant de chavirer à cause du poids de l'eau utilisée pour éteindre les feux, celle-ci s'étant accumulée dans le navire, compromettant sa stabilité. Les réparations prennent trois mois et il ne reprend part aux opérations qu'à la fin du mois d'août.

### La bataille des Salomon orientales
Le débarquement américain sur Guadalcanal et Tulagi le 7 août 1942 prend les Japonais par surprise. Le lendemain, le porte-avions léger Ryūjō rejoint le Shōkaku et le Zuikaku dans la 1re division de porte-avions, qui part pour les îles Truk le 16 août. Tirant une leçon du revers subi à la bataille de Midway, la Marine japonaise renforce le contingent des chasseurs affectés sur les navires, aux dépens des bombardiers-torpilleurs ; les porte-avions de la classe Zuikaku emportent ainsi 53 Zéro, 51 D3A, 36 B5N et 2 D4Y Judy de reconnaissance à eux deux. Un porte-avions américain ayant été repéré près des îles Salomon le 21 août, la division reçoit l'ordre de dépasser Truk et de continuer vers le sud. Le Ryūjō est détaché le 24 août afin d'ouvrir la voie au convoi de troupes à destination de Guadalcanal et d'attaquer la base aérienne américaine à Henderson Field si aucun porte-avions ennemi n'intervient. Les deux sister-ships de leur côté sont en attente, prêts à attaquer les Américains si nécessaire.
Le Ryūjō et son escorte sont les premiers navires japonais repérés et coulés par les Américains plus tard dans la matinée ; le Zuikaku et le Shōkaku ne sont repérés que dans l'après-midi. Peu avant une attaque infructueuse des deux SBD Dauntless de la patrouille les ayant repérés, les deux porte-avions lancent la moitié de leurs bombardiers en piqué afin d'attaquer les USS Enterprise et Saratoga. La majorité des avions américains étant déjà dans les airs à ce moment, en patrouille, de retour de mission de recherche ou de l'attaque contre le Ryūjō, seule une petite force d'attaque est lancée sur les navires japonais. Une heure après le décollage de la première vague japonaise, une seconde incluant le reste des bombardiers en piqué est lancée, mais ils ne réussissent pas à trouver leur cible. La première vague attaque les deux porte-avions américains, touchant une fois le cuirassé USS North Carolina et trois fois l'USS Enterprise, mais elle est harcelée par un grand nombre d'avions ennemis et un feu nourri de DCA. Incertains des dégâts infligés à l'ennemi, les deux parties se retirent plus tard dans l'après-midi.

### La bataille des îles Santa Cruz
La 1re division de porte-avions, renforcée maintenant du porte-avions léger Zuihō, part de Truk le 11 octobre afin de soutenir l'Armée impériale japonaise lors de l'opération destinée à capturer Henderson Field à Guadalcanal. À ce moment-là, les deux sister-ships totalisent 54 Zéros, 45 D3A et 36 B5N. Quatre jours plus tard, les Japonais repèrent un petit convoi américain composé d'un remorqueur tirant une barge, escorté par le destroyer USS Meredith. Des avions du Shōkaku et du Zuikaku coulent ce dernier, mais n'attaquent pas le remorqueur.

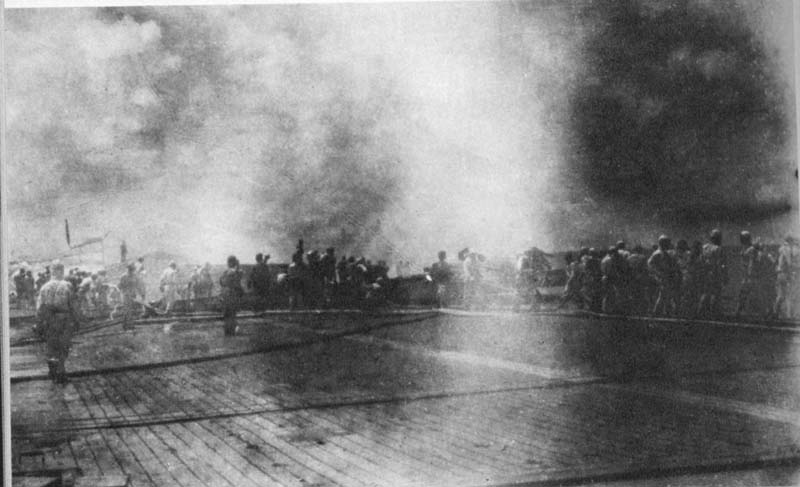
L'équipage du Shōkaku combat le feu sur le pont d'envol, le 26 octobre 1942.

Les deux forces ennemies se repèrent mutuellement en début de matinée du 26 octobre et lancent chacune une attaque aérienne. Le Shōkaku est gravement endommagé par six coups au but de bombardiers en piqué de l'USS Hornet. Le Zuikaku, caché par les conditions météorologiques, n'est ni repéré ni attaqué, tout comme à la bataille de la mer de Corail. Les Japonais quant à eux touchent le Hornet, deux torpilles et trois bombes au but. De plus, deux avions s'écrasent sur le porte-avions américain, l'endommageant sérieusement. L’Enterprise est aussi touché par deux bombes et un destroyer est endommagé lorsqu'un B5N s'écrase sur lui. Des attaques plus tard dans la journée endommagent encore plus le Hornet, qui est abandonné puis coulé par les destroyers Makigumo et Akigumo. Les Japonais perdent près de la moitié des avions participant à la bataille, ainsi que leurs équipages expérimentés. Le 2 novembre, la 1re division de porte-avions reçoit l'ordre de rentrer au Japon pour des réparations et l'entraînement de son équipage.
Les réparations du Shōkaku se terminent en mars 1943 ; auparavant, le Zuikaku, accompagné du Zuihō, part pour Truk le 17 janvier afin de soutenir l'évacuation des forces japonaises de Guadalcanal. Le 29 janvier, les deux porte-avions transfèrent 47 Zéros à Rabaul et à Kahili Airfield, dont plusieurs de leur groupe aérien. Le Zuihō couvre ensuite l'opération d'évacuation, pendant que le Zuikaku reste à Truk en compagnie des deux cuirassés de la classe Yamato et Musashi, agissant comme une flotte de dissuasion.
En mai, le Shōkaku et le Zuikaku reçoivent l'ordre d'intégrer la contre-attaque japonaise pour repousser l'offensive américaine sur les îles Aléoutiennes, mais l'opération est annulée après la victoire alliée sur l'île d'Attu le 29 mai 1943 ; les deux navires rallient finalement Truk au mois de juillet. En réponse au raid aérien sur Tarawa le 18 septembre, les porte-avions et une grosse partie de la flotte partent pour Eniwetok afin de trouver les forces américaines ; ils rentrent bredouille à Truk le 23 septembre. Les Japonais interceptent alors du trafic radio ennemi suggérant qu'une attaque se prépare sur Wake ; le 17 octobre, le Shōkaku, le Zuikaku et le gros de la 1re flotte partent pour Eniwetok afin d'intercepter une éventuelle attaque ; celle-ci n'a jamais lieu et la flotte retourne à Truk,. Début novembre, la majorité des groupes aériens des deux porte-avions est transférée à Rabaul afin d'y renforcer les défenses, juste à temps pour défendre le port contre le bombardement américain mené quelques jours plus tard. La moitié des effectifs est perdue, pour un résultat insignifiant ; les avions retournent à Truk le 13 novembre. Les sister-ships retournent au Japon en décembre,.
En février 1944, le Shōkaku et le Zuikaku sont transférés à Singapour. Le 1er mars, les divisions de porte-avions sont réorganisées, et le Taihō remplace le Zuihō dans la 1re division. Celle-ci part mi-mai pour Tawi-Tawi dans les Philippines,. La nouvelle base est plus proche des puits de pétrole de Bornéo, auxquels la Marine impériale japonaise s'approvisionne, et des Palaos et des îles Carolines occidentales où les Japonais attendent la prochaine attaque américaine. Cependant, cette nouvelle base ne possède pas de terrain d'aviation, crucial pour l'entraînement des pilotes inexpérimentés, et l'activité des sous-marins ennemis confine les navires au mouillage.

### La bataille de la mer des Philippines
Le 13 juin, la 1re flotte mobile fait route vers Guimaras aux Philippines afin de mener des manœuvres d'entraînement dans des eaux mieux protégées des sous-marins ennemis ; c'est alors que le vice-amiral Jisaburō Ozawa a vent de l'attaque américaine sur les îles Mariannes la veille. En arrivant à Guimaras, la flotte refait le plein de fioul avant d'aller en mer des Philippines, où elle repère la Task Force 58 le 18 juin. À ce moment-là, les forces aériennes des deux sister-ships totalisent 54 Zéros, 60 D4Y et 26 bombardier-torpilleurs Nakajima B6N « Jill ». Alors que les porte-avions lancent leur première frappe aérienne le matin suivant, le Taihō est torpillé par le sous-marin USS Albacore et coule. Plus tard dans la matinée, le Shōkaku est torpillé par l'USS Cavalla. Trois des quatre torpilles provoquent des départs de feu dans le hangar, enflammant le carburant aviation et inondant le navire. Alors que la proue commence à couler, les avions et les munitions commencent à glisser vers l'avant, et une bombe explose dans le hangar. Cela enflamme les vapeurs d'essence, déclenchant quatre nouvelles explosions qui achèvent le navire. Le Shōkaku coule quelques minutes plus tard, emportant avec lui 1 263 hommes. 570 rescapés sont repêchés par le croiseur léger Yahagi et le destroyer Urakaze.
La perte du Taihō et du Shōkaku force le Zuikaku à récupérer les avions survivants de la division, décimée par la bataille (à la fin de la journée, seuls 102 avions sont présents à bord des sept porte-avions survivants) ; la 1re flotte mobile continue sa retraite vers Okinawa. Les Américains ne repèrent les porte-avions japonais que l'après-midi du lendemain et lancent une grosse attaque aérienne qui se révèle peu efficace : une seule bombe touche le Zuikaku, provoquant un incendie dans le hangar.

### La bataille du golfe de Leyte

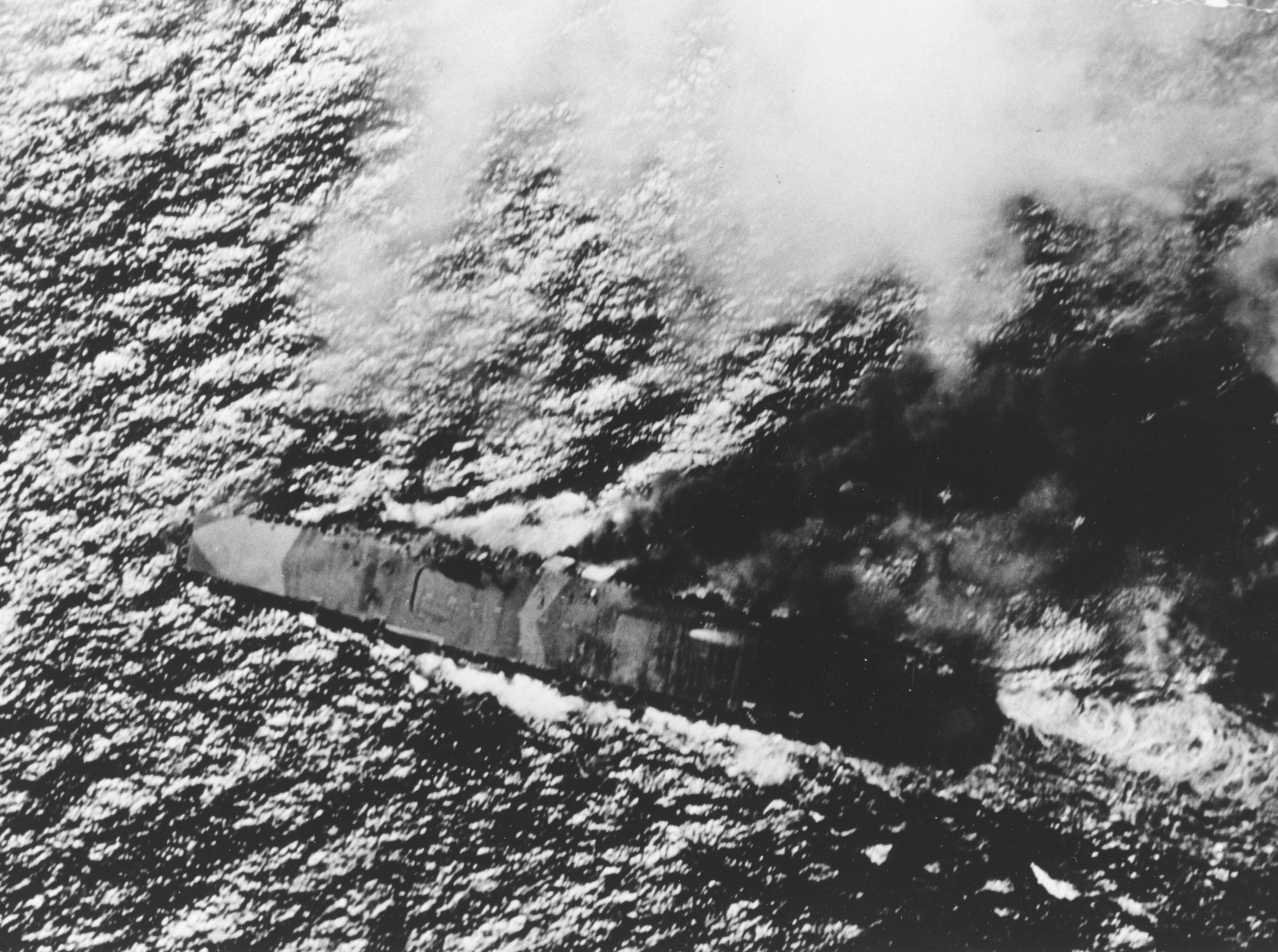
Vue aérienne du Zuikaku en flammes, le 25 octobre 1944.

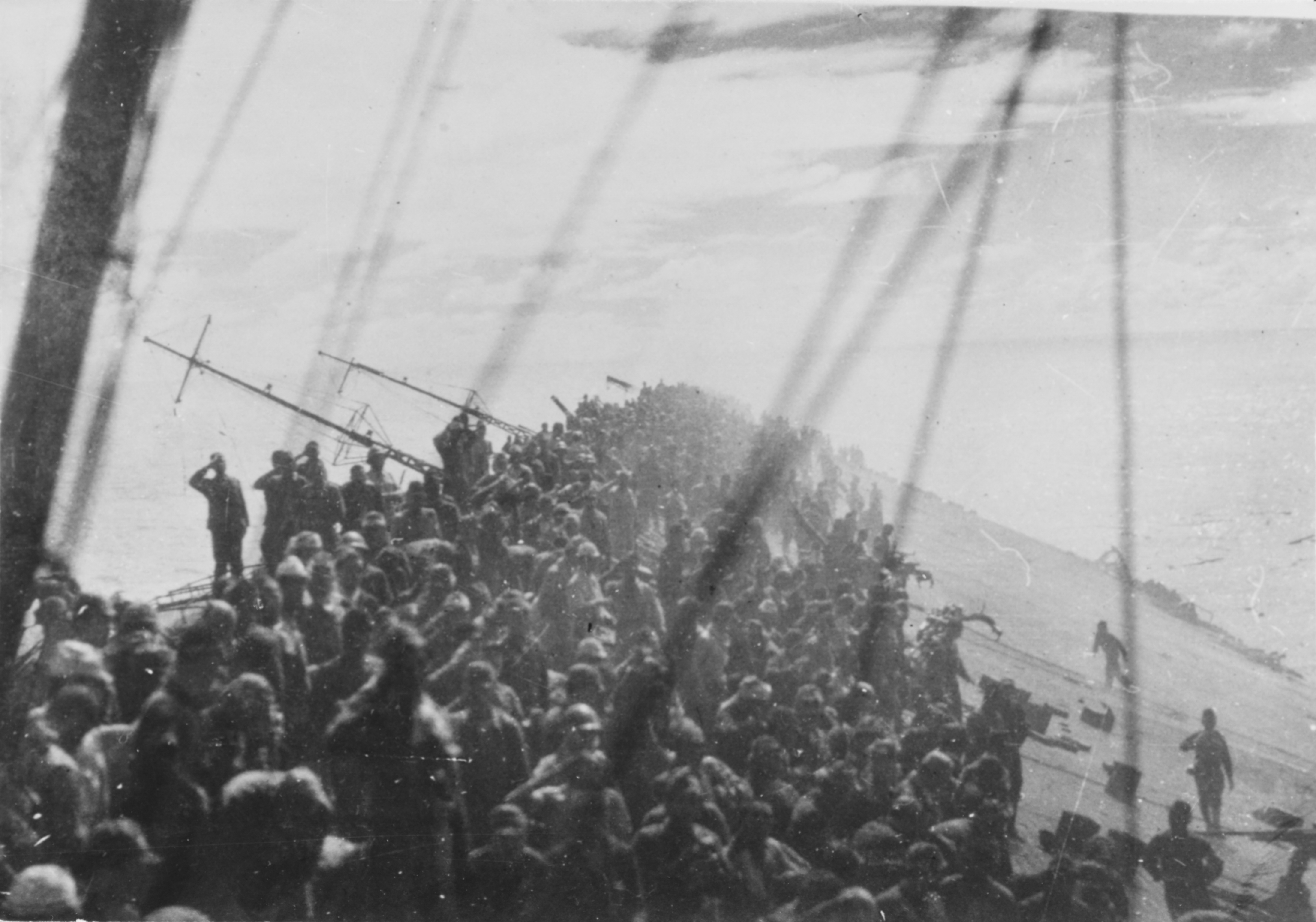
L'équipage du Zuikaku salue le drapeau alors qu'il est descendu, juste avant l'abandon du navire.

En octobre 1944, le Zuikaku est le navire amiral de la « force du nord », flotte leurre d'Ozawa lors de la bataille du golfe de Leyte ; il s'agit de la contre-attaque japonaise après le débarquement américain à Leyte. À ce moment-là, le navire embarque 28 chasseurs A6M5 Zéro, 16 chasseurs-bombardiers A6M2 Zéro, 7 avions de reconnaissance D4Y et 15 B6N. Le matin du 24 octobre, il lance 10 chasseurs, 11 chasseur-bombardier, 6 bombardier-torpilleurs et 2 avions de reconnaissance afin de participer à l'attaque aérienne censée attirer l'attention des porte-avions américains loin de la force principale regroupée pour l'attaque des forces de débarquement. Ce raid est inefficace, les avions japonais échouant à passer les chasseurs ennemis ; les survivants se posent sur des aérodromes à Luçon. Les Américains, préoccupés par ces raids ennemis venant d'autres navires, réussissent finalement à localiser la force du nord dans l'après-midi ; l'amiral William F. Halsey, commandant la Task Force 38, décide cependant qu'il est trop tard pour mener une attaque effective durant cette journée. Il met alors le cap au nord afin de se positionner pour une future attaque.
Les porte-avions américains lancent ainsi une attaque aérienne juste après l'aube ; le Zuikaku est touché par trois bombes et une torpille qui déclenchent un incendie dans les deux hangars, endommagent un arbre d'hélice et provoquent une gîte de 29.5° sur bâbord. Quinze minutes plus tard, l'incendie est éteint et la gîte est réduite à 6° grâce au contre-ballastage. Épargné par la seconde vague américaine, le porte-avions est la cible de la troisième ; six torpilles et quatre bombes atteignent le navire. Les bombes démarrent de multiples incendies et les torpilles provoquent une inondation encore plus importante, accroissant la gîte du navire ; ordre est alors donné d'abandonner le navire, qui s'enfonce dans l'océan par la poupe. Il emporte avec lui 49 officiers et 749 hommes du rang, 47 officiers et 815 hommes du rang étant sauvés par des destroyers de l'escorte.

## Une classe unique

### Comparaison
Les données ci-dessous concernent les caractéristiques théoriques des navires lors de leur lancement.
| Nom               | Mise en chantier | Années de service | Unités construites | Déplacement (lt) | Puissance (103 ch) | Vitesse (nœuds (km/h)) | Équipage (hommes) | Nombre d'aéronefs |
| ----------------- | ---------------- | ----------------- | ------------------ | ---------------- | ------------------ | ---------------------- | ----------------- | ----------------- |
| Classe Shōkaku    | 1939             | 1941 - 1944       | 2                  | 25 675           | 160                | 34,2 (63)              | 1 660             | 84                |
| Taihō             | 1941             | 1944 - 1944       | 1                  | 29 300           | 160                | 33,3 (62)              | 1 751             | 84                |
| Classe Yorktown   | 1934             | 1937 - 1958       | 3                  | 19 875           | 120                | 32,5 (60)              | 2 175             | 96                |
| Classe Essex      | 1941             | 1942 - 1991       | 24                 | 27 208           | 150                | 32,7 (61)              | 2 682             | 91                |
| Ark Royal         | 1935             | 1938 - 1941       | 1                  | 22 000           | 102                | 31 (57)                | 1 580             | 60                |
| Classe Implacable | 1939             | 1942 - 1956       | 2                  | 23 450           | 148                | 32 (59)                | 1 585             | 60                |

### Analyse
La classe Shōkaku constitue un exemple de ce qu'est capable de produire le département technique de la Marine impériale japonaise (Kampon) lorsqu'il dispose de temps, de moyens et n'est soumis à aucune restriction : en 1936, le Japon est en avance technologiquement sur le Royaume-Uni, et au même niveau que les États-Unis. En effet, l'expérience acquise lors de la conversion des Akagi et Kaga depuis des croiseurs de bataille a permis à la Marine japonaise de construire le Sōryū et l’Hiryū. Ceux-ci sont néanmoins contraints par les limites fixées par le traité naval de Washington, et ce n'est qu'à partir de 1937 que le plan de réarmement japonais prévoit la construction de deux grands porte-avions de flotte, la classe Shōkaku. Le temps et les moyens mis à sa disposition permettent au Kampon de peaufiner la construction des deux porte-avions, allant jusqu'à modifier leur conception après que la construction a commencé. Le Taihō, construit en 1941, en est le digne successeur, la principale modification apportée étant la présence d'un pont d'envol blindé, au détriment d'un des hangars. L'entrée en guerre du Japon à la fin de l'année ramènera le Kampon à la construction de porte-avions plus légers et plus simples afin d'accélérer leur mise en service ; il est ainsi prévu de construire 16 porte-avions de classe Unryū, basés sur le Hiryū de 17 600 tonnes.
Lors de leur mise en service dans la 5e division de porte-avions, les deux porte-avions ont été pensés pour fonctionner de concert et pouvoir projeter rapidement une puissante force de frappe (144 avions à eux deux), dans la lignée de la doctrine japonaise de l'époque. De plus, les navires en eux-mêmes sont robustes. Ainsi, le Shōkaku encaisse deux bombes à la bataille de la mer de Corail en mai 1942, puis six à la bataille des îles Santa Cruz en octobre de la même année, avant de succomber à 3 torpilles tirées par un sous-marin américain deux ans plus tard. Quant au Zuikaku, il aura fallu sept bombes et sept torpilles pour l'envoyer par le fond. Ce n'est qu'à partir de 1942 et l'entrée en service des porte-avions de la classe Essex que les Américains reprennent le dessus dans la construction de porte-avions grâce à leur puissance industrielle. Combinée au changement de dynamique durant le conflit, cette différence se fait sentir lors de la bataille de la mer des Philippines qui scelle le sort d'une grande partie de la flotte aéronavale japonaise. Malgré cela, de nombreux spécialistes et historiens considèrent que la classe Shōkaku reste la meilleure classe de porte-avions jamais construite lors de son lancement,,,.